# Menino Jesus
Menino Jesus est un quartier de la ville brésilienne de Santa Maria, Rio Grande do Sul. Le quartier est situé dans district de Sede.

## Vilas
Le quartier possède les vilas suivantes : Menino Jesus, Vila Leste, Vila Major Duarte, Vila Ponte Seca.

## Situation

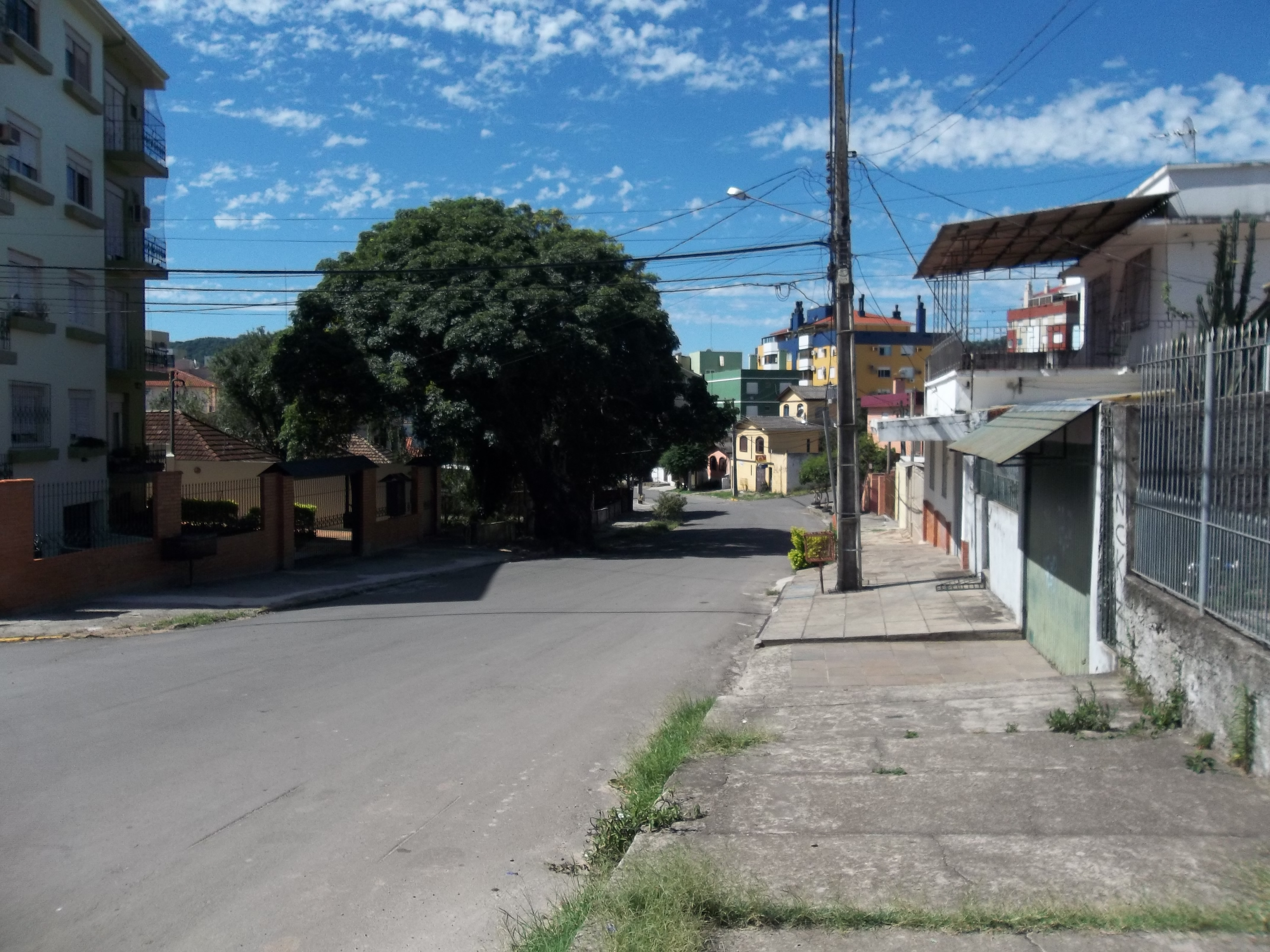
Rue Maréchal Gomes Carneiro.